# Majdan (okres Chust)
Majdan, ukrajinsky Майдан, je obec v Mižhirské vesnické komunitě, v okresu Chust, v Zakarpatské oblasti Ukrajiny. V roce 2025 žilo v této obci 1717 obyvatel.

## Místní části
- Denysy, ukrajinsky Дениси
- Zaverch, ukrajinsky Заверх
- Rudaveč, ukrajinsky Рудавець

## Historie
První písemná zmínka o této obci pochází z roku 1599. V obci byl dřevěný chrám sv. Mikuláše Divotvorce, z 18. století; ten však v roce 1974 vyhořel. Zachovala se malá dřevěná rámová zvonice a na místě vyhořelého kostela byl postaven pravoslavný zděný kostel.